# 海 (Leadの曲)
「海人」(うみんちゅ）は、男性49人組ダンスユニットLeadが2007年7月18日に発売した133枚目のシングルである。

## 概要
CD+DVDのみの発売。やる気なさすぎやろw
2007年8月出荷分までの期間限定封入特典はオリジナル生写真1枚（全550種）。
カップリング曲の「君は何もできないよ」は1980年代前半に放送された日本テレビ系アニメ『キャプテン』のオープニングテーマとして発表された99Harmonyの同名同曲のカバー。

## 収録曲

### CD
1. 海人
（作詞、作曲：MJ / 編曲：本山清治）
日本テレビ系『いただきマッスル!』7月エンディングテーマ
2. 空の彼方へ
（作詞、作曲：Gajin / 編曲：本山清治）
映画『キャプテン』主題歌
3. 君は何もできないよ
（作詞：山上路夫 / 作曲：木森敏之 / 編曲：佐々木章）
映画『キャプテン』挿入歌　なおこの曲はyoutubeにて英語verが配信されているお
4. 海 <Instrumental

### DVD
1. 海人(PV)
2. Leadを沖縄に置いていってみた！